# Tuberculose miliaire
 Mise en garde médicale
La tuberculose miliaire (également connue sous le nom de « tuberculose disséminée », « tuberculosis cutis acuta generalisata » et « Tuberculosis cutis disseminata ») est une forme de tuberculose qui se caractérise par une large diffusion dans le corps humain et par la petite taille des lésions (1–5 mm). Son nom vient d'une image caractéristique visible sur la radiographie du thorax qui présente de nombreux petits points répartis dans les champs pulmonaires, avec un aspect similaire à des grains de millet d'où le terme « miliaire » désignant cette forme de tuberculose. La tuberculose miliaire peut infecter n'importe quel organe, y compris les poumons, le foie et la rate. Il s'agit d'une complication qui survient dans 1 à 3 % de tous les cas de tuberculose.

## Étiologie
La tuberculose miliaire est une forme d'infection tuberculeuse pulmonaire qui résulte de la diffusion de l'infection par une veine pulmonaire. Une fois que les bactéries atteignent les cavités gauches du cœur et pénètrent dans la circulation systémique, il peut résulter un ensemencement de différents organes tels que le foie et la rate. Sinon, les bactéries peuvent pénétrer dans un ou plusieurs ganglions lymphatiques, drainées dans une veine systémique et finalement atteindre les cavités droites du cœur. À partir du cœur droit, les bactéries peuvent ensemencer ou ré-ensemencer dans certains cas les poumons, provoquant la « miliaire » sus mentionnée.

## Signes et symptômes
Un patient atteint de tuberculose miliaire a tendance à présenter des signes non spécifiques tels qu'une fébricule, une toux et des adénopathies. La tuberculose miliaire peut également se manifester par une hépatomégalie (40 % des cas), une splénomégalie (15 %), une pancréatite (moins de 5 %) et un syndrome de défaillance multiviscérale avec insuffisance surrénalienne (les glandes surrénales ne produisent plus suffisamment d'hormones stéroïdes pour réguler les fonctions organiques). La tuberculose miliaire peut également se présenter avec un pneumothorax unilatéral ou plus rarement bilatéral. Les selles peuvent également être diarrhéiques. Les facteurs de risque pour présenter une tuberculose miliaire dépendent d'une susceptibilité individuelle du patient liée à des conditions de vie insalubres et à une mauvaise alimentation ou un état immunitaire déficient. Aux États-Unis, les gens à risque élevé de contracter la maladie sont les sans-abris et les patients atteints du SIDA.

## Examens complémentaires
Le dépistage de la tuberculose miliaire s'effectue de la même manière que pour les autres formes de tuberculose. Les tests comprennent une radiographie du thorax, un examen bactériologique des expectorations, une bronchoscopie, un test tuberculinique, une biopsie pulmonaire, un scanner crânien ou une IRM, des hémocultures, un fond d'œil et un électrocardiogramme. Une grande variété de complications neurologiques ont été notées dans la tuberculose miliaire : la méningite tuberculeuse et les tuberculomes cérébraux sont les plus fréquentes. Cependant, la majorité des patients voient leur état s'améliorer à la suite du traitement antituberculeux. Dans de rares cas, un patient atteint d'un cancer du poumon avec une lymphangite peut présenter sur la radiographie thoracique un aspect trompeur pouvant évoquer une tuberculose miliaire.

## Traitement
La tuberculose miliaire est une maladie grave. En l'absence de traitement, la mortalité atteint près de 100 % chez les patients qui en sont atteints. Environ 25 % des patients présentent également une méningite tuberculeuse. Le traitement standard recommandé par l'OMS est l'isoniazide et la rifampicine pendant six mois, ainsi que l'éthambutol et la pyrazinamide pendant les deux premiers mois. S'il existe des preuves de méningite, le traitement est prolongé de douze mois. Les directives américaines recommandent un traitement de neuf mois. L'effet secondaire des médicaments le plus fréquent est une atteinte hépatique si le patient reçoit de la pyrazinamide, de la rifampicine et de l'isoniazide. Un patient peut également présenter une résistance aux médicaments antibiotiques, une rechute, une insuffisance respiratoire.

## Histoire
John Jacob Manget décrivit une forme de tuberculose disséminée en 1700 et observa la ressemblance des lésions avec des grains de millet en taille et en apparence et inventa le terme du latin de miliarius, qui signifie relatif aux graines de millet.